# Minardi
A Minardi F1 Team foi uma equipe de automobilismo italiana criada por Giancarlo Minardi que competiu na Fórmula 1 entre os anos de 1985 a 2005.
Embora tenha feito vários torcedores pelo mundo, sempre foi uma equipe pequena, com resultados modestos.
A Red Bull GmbH comprou toda a estrutura da escuderia em 2006, e ela passou a chamar-se Scuderia Toro Rosso, uma espécie de equipe-satélite da Red Bull Racing. Mas esse fato não significou o fim da Minardi, que continuou na ativa disputando a GP2 Series, em parceria com Nelson Piquet. Entre 2006 e 2008, correu com a denominação de "Minardi Team USA", e com a reunificação da Champ Car com a Indy Racing League, passou a se chamar HVM Racing.

## História

### Minardi Formula One (1985–1993)

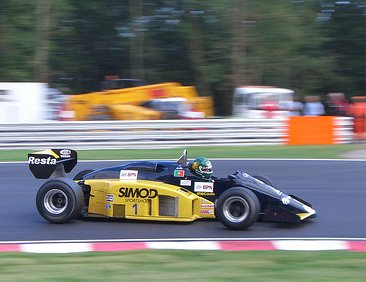
O primeiro carro da Minardi, o M185.

Em 1985, Giancarlo Minardi, que já era dono de equipe, resolve colocar uma escuderia na F-1. A estreia do time foi na prova de abertura, o Grande Prêmio do Brasil. O piloto italiano Pierluigi Martini, vindo da Toleman, foi contratado. O primeiro carro da nova equipe começou com os velhos motores Ford Cosworth DFV V8, já que os propulsores da Motori Moderni não estavam preparados. Na terceira prova, o Grande Prêmio de Portugal, é que a equipe finalmente estreou-o e não vingou durante a temporada, e o time, com muitos abandonos e apenas três provas concluídas, não somou um único ponto.
Em 1986, Martini sai da Minardi para dar lugar a Alessandro Nannini e para o segundo carro é contratado Andrea de Cesaris, ex-Ligier. Novamente, a equipe fica em branco, tendo apenas um 8° lugar de De Cesaris como melhor resultado em uma temporada com trinta abandonos.
No ano de 1987, De Cesaris deixa a Minardi, dando lugar ao espanhol Adrián Campos. Nannini segue na equipe, mas ele e Campos fazem má temporada e a Minardi, ainda com motores Motori Moderni, segue sem pontuar.
Na temporada de 1988, o time troca os motores Motori Moderni e utiliza um Ford Cosworth V8 aspirado. Adrián Campos permanece no time, e com ele outro espanhol, Luis Pérez-Sala, é contratado. Campos disputou cinco corridas (largou em duas e não se classificou para três), e é sacado da equipe, dando lugar a Martini. No seu retorno, ele conquista um feito histórico: marca o primeiro ponto dele e da equipe Minardi com o 6º lugar no GP dos Estados Unidos, no circuito de Detroit. Finalizou o campeonato em 10º lugar (último), com esse ponto ganho pelo regressado piloto.
Martini e Sala continuam no time para 1989, e outro piloto italiano, Paolo Barilla, substituiu seu compatriota em uma corrida (GP do Japão). Na sua 5ª temporada, a equipe Minardi viveu seus anos dourados, vendo Martini chegar em 5º nos GPs da Grã-Bretanha (primeira vez em que dois carros da equipe marcaram pontos: 5º lugar do próprio Martini e 6º de Sala) e de Portugal (liderou uma volta por ocasião, já que durou poucos segundos), e 6º na Austrália. Com mais provas pontuadas, a equipe termina em 10º lugar com 6 pontos.
Em 1990, Martini e Barilla permanecem, mas o último é demitido da equipe após não se classificar para o GP da Espanha. Assim como seus compatriotas, Gianni Morbidelli (substituto de Barilla) não conseguiu somar pontos. Martini conseguiu outro feito histórico: largou na 2ª posição (1ª fila) em Phoenix, atrás apenas do austríaco Gerhard Berger, da McLaren. Apesar dessa façanha, nenhum ponto foi marcado.
Para 1991, a Ferrari fornece motores de 12 cilindros à Minardi, e o time de Faença mantém Martini e Morbidelli, que não corre na Austrália - ocupou o lugar de Alain Prost na Ferrari -, dando lugar a Roberto Moreno. Apenas Martini marca pontos com os dois 4º lugares nos Grandes Prêmios de San Marino e Portugal. Terminou em 7º lugar no Mundial de Construtores, a melhor classificação na história da equipe e o 11º de pilotos com Martini.
Em 1992, a equipe troca os motores Ferrari e vai com os Lamborghini V12. Martini deixa a Minardi e vai para a Dallara, e o brasileiro Christian Fittipaldi é contratado, Morbidelli volta à Minardi (agora com um contrato em tempo integral) e outro italiano, Alessandro Zanardi, substituiu Christian em três provas, em função do acidente do brasileiro nos treinos para o GP da França. O sobrinho de Emerson Fittipaldi marcou o primeiro ponto na carreira na pista de Suzuka com o 6º lugar conquistado e esse único ponto classifica a equipe em 12º lugar, empatando com Jordan e Larrousse.
No campeonato de 1993, a equipe começa com o italiano Fabrizio Barbazza e Christian segue na escuderia. Barbazza marca 1 ponto com o 6º lugar nos GPs da Europa, em Donington Park, na Inglaterra, e em San Marino. Apesar de marcar pontos, o time de Faença dispensa Barbazza por considerar seus resultados ineficientes e, para o seu lugar no GP da Grã-Bretanha e pelo restante do campeonato, Pierluigi Martini é novamente recontratado. Já Christian pontuou em duas provas: na primeira etapa, o Grande Prêmio da África do Sul, marcou 3 pontos com o 4º lugar (o último melhor resultado da equipe em provas) e após cinco etapas, 2 pontos com o 5º em Mônaco. O piloto brasileiro definiu o carro, (o M193), como uma "Máquina Mortífera". No GP da Itália, Christian protagonizou um looping espetacular ao tocar na traseira do carro de Martini. Mesmo assim, o brasileiro do carro número 23 concluiu em 8º. Depois do GP de Portugal, ele é substituído pelo estreante francês Jean-Marc Gounon por questões financeiras. Com a troca de pilotos, o time marcou 7 pontos e o 8º lugar na geral.

### Minardi, Scuderia Italia e Fondmetal (1994–2000)

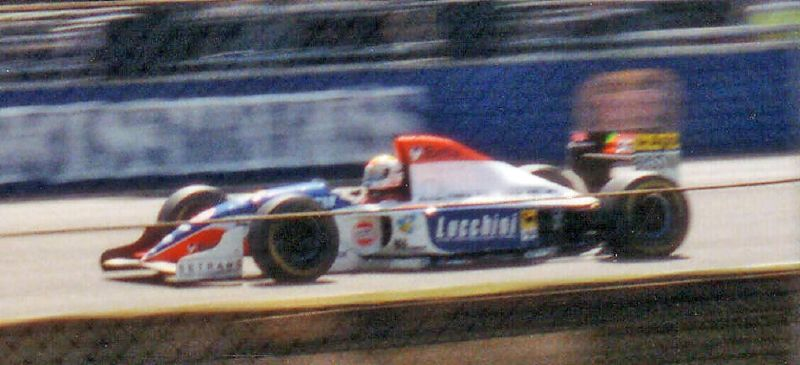
Pierluigi Martini pilota a Minardi no GP da Grã-Bretanha de 1994.

A temporada de 1994 marcou o começo da derrocada da Minardi. Martini continua e no lugar de Gounon, é contratado outro veterano: Michele Alboreto, dispensado da Scuderia Italia, que havia sido incorporada à equipe de Faença. No fatídico GP de San Marino, deixando a pista de rolamento, Alboreto perde o pneu traseiro direito do seu carro, e o artefato atinge um mecânico da Ferrari. Dois quintos lugares conquistados por Martini nas etapas da Espanha e da França e o 6º lugar de Alboreto em Mônaco (no seu último ano na categoria), foram os melhores desempenhos do time na temporada. Com um time de pilotos "caseiros", o time de Giancarlo finalizou em 10º lugar com 5 pontos.
Em 1995, após vários esforços, a Minardi voltou ao fundo do grid. Pierluigi Martini, aos 34 anos e mesmo muito respeitado por todos no "circo", estava visivelmente fora de ritmo, e Giancarlo Minardi, agora relegado a diretor-esportivo, o substituiu pelo português Pedro Lamy para a temporada de 1995. Lamy salvou a honra do time na Austrália, com o único ponto (6º lugar) e o 10º e último lugar na classificação geral.
A temporada de 1996 é considerada uma das piores da história da Minardi. Quatro pilotos (Pedro Lamy, Giancarlo Fisichella, Tarso Marques e Giovanni Lavaggi) se revezaram no cockpit. Antes de contratar Fisichella, o japonês Taki Inoue fora contratado em janeiro, mas, faltando 2 horas para a apresentação oficial, um representante da Unimat (principal patrocinador de Inoue) ligou para dizer que a empresa não injetaria os 3 milhões de dólares em patrocínio, cancelando o contrato. No final das contas, nenhum ponto marcado.
Em 1997, o japonês Ukyo Katayama, vindo da Tyrrell, é contratado, e seu companheiro inicialmente foi outro italiano, Jarno Trulli. No campeonato, a equipe vai de motor Hart V8. Depois do GP do Canadá, Trulli vai para a Prost, sucedendo ao francês Olivier Panis, acidentado na mesma prova, e Tarso Marques ocupa sua vaga. Porém, a Minardi termina a temporada zerada.
Na temporada de 1998, o motor Ford Cosworth equipa a Minardi mais uma vez. Uma nova dupla de pilotos, composta pelo jovem argentino Esteban Tuero, à época com 19 anos, e o japonês Shinji Nakano (ex-Prost), não teve sucesso e protagonizaram mais uma temporada em branco, a terceira seguida.
Para 1999, Tuero deixa a equipe e anuncia sua aposentadoria do automobilismo (decisão reconsiderada mais tarde), e para seu lugar Badoer, então piloto de testes da Ferrari, volta ao time. Nakano abandona a F-1 para dedicar-se a outras categorias, dando lugar ao espanhol Marc Gené. No GP do Brasil, Badoer tinha-se lesionado numa mão em testes e não tinha recuperado a tempo, sendo substituído por Stéphane Sarrazin, na época test-driver da Prost. O francês iria ter aquela que viria a ser a sua única experiência como titular na Fórmula 1, mas bate na Curva do Café e abandona. Badoer viveria seu melhor momento na F-1 no GP da Europa, quando chegou a ocupar a quarta posição, mas perde a chance de pontuar quando o motor de seu carro quebrou. Ao sair, não contém as lágrimas. Seu companheiro Gené marcou o único ponto da equipe após resistir bravamente aos ataques do norte-irlandês Eddie Irvine, da Ferrari, que brigava pelo título com Mika Häkkinen, da McLaren. Após três campeonatos sem pontuar, o time fica novamente em 10º, com 1 ponto ganho, à frente da estreante BAR.
Em 2000, Gené permanece e o argentino Gastón Mazzacane, apoiado pela emissora local de esportes PSN, é contratado. Mas ambos não conseguem reerguer o time, que equipado com motores próprios (Fondmetal), volta a ficar sem pontos na classificação geral.

### European Minardi (2001–2005)
Já em 2001, a Minardi estava à beira da falência, sendo comprada pelo empresário da aviação Paul Stoddart, que a rebatiza como European Minardi (a European Aviation, empresa aérea pertencente a Stoddart, foi o patrocinador principal do time). Após 4 anos, Tarso Marques retorna pela segunda vez à Minardi (Nigel Mansell, campeão em 1992 e sem disputar um GP oficial desde 1995, chegou a ser lembrado para a vaga, porém o britânico e a equipe negaram o acordo), e seu companheiro foi o espanhol Fernando Alonso, que mais tarde seria bicampeão de F-1. No entanto, após um desempenho medíocre, Tarso é substituído pelo malaio Alex Yoong, que trazia o apoio financeiro do governo de seu país; e embora Alonso se esforçasse com um carro fraco, a Minardi terminaria mais um campeonato sem nenhum ponto.

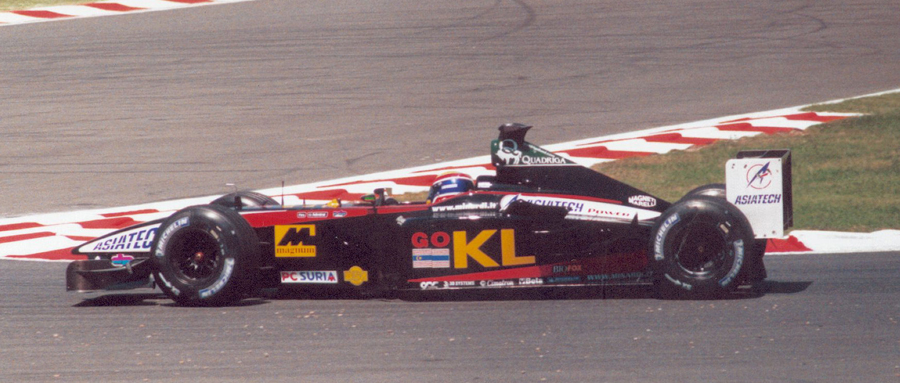
Mark Webber pilota o Minardi PS02 no GP da França de 2002.

Para o campeonato de 2002, a equipe vai com os motores Asiatech, e contrata o australiano Mark Webber para o lugar de Alonso, contratado pela Renault F1 como piloto de testes, enquanto Yoong segue na equipe. Na Austrália, Webber chega em 5º e marca seus primeiros pontos na categoria, tirando a Minardi de um jejum de pontos que durava desde o GP da Europa de 1999. Após não conseguir classificação para o GP da Alemanha, Yoong é substituído pelo inglês Anthony Davidson (piloto-reserva da BAR), que disputa os GPs da Hungria e da Bélgica, tendo abandonado em ambos. Yoong regressou à equipe para concluir as últimas provas do campeonato. Nos construtores, fica em 9º com dois pontos.
Nova mudança na temporada de 2003, enquanto Webber vai para a Jaguar, Yoong deixa de vez a Fórmula 1. Em seus lugares vieram o veterano neerlandês Jos Verstappen e o inglês Justin Wilson. Nos treinos livres para o Grande Prêmio da França, Verstappen surpreende e faz o melhor tempo, com Wilson em 2º, mas o piloto inglês acaba desclassificado, pois seu carro estava abaixo do peso mínimo. Após o GP da Grã-Bretanha, Justin sai para dar lugar ao dinamarquês Nicolas Kiesa até o final da temporada. Na mudança no sistema de pontos (1º ao 8º), a melhor posição de chegada que um piloto da equipe de Faença conseguiu foi o 9º lugar de Verstappen no Canadá. A equipe termina o campeonato sem pontos.

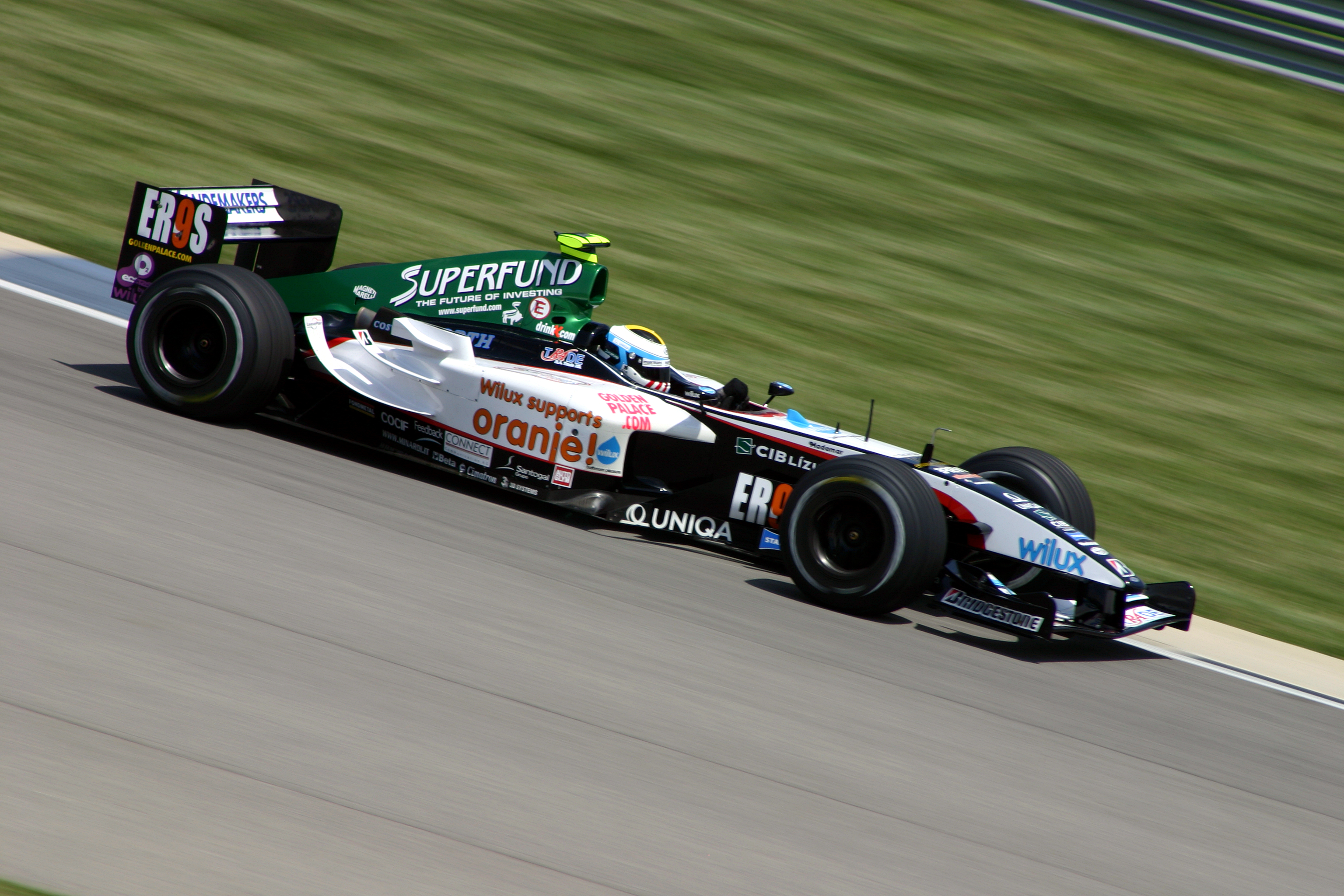
Zsolt Baumgartner no Grande Prêmio dos EUA de 2004, onde somou seu único ponto.

No começo de 2004, o húngaro Zsolt Baumgartner é contratado pela Minardi, e seu desempenho em relação ao seu companheiro Gianmaria Bruni é um pouco melhor. O ponto obtido com o 8º lugar de Baumgartner no Grande Prêmio dos Estados Unidos na temporada classificou o time em 10º e último lugar.

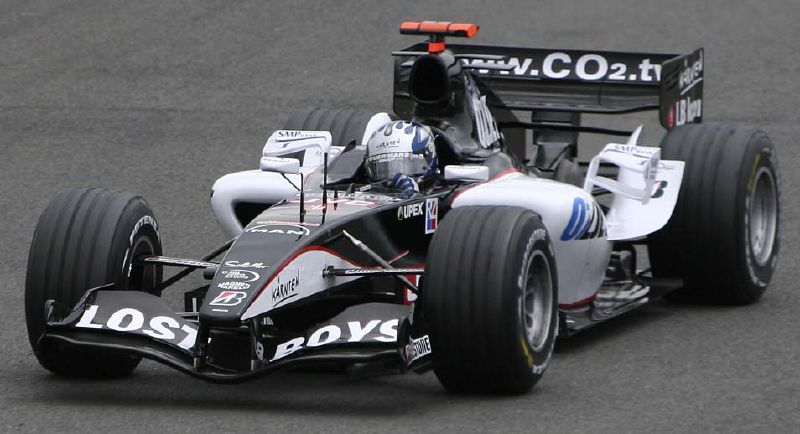
Patrick Friesacher guia o Minardi PS05, último carro da Minardi, em Silverstone.

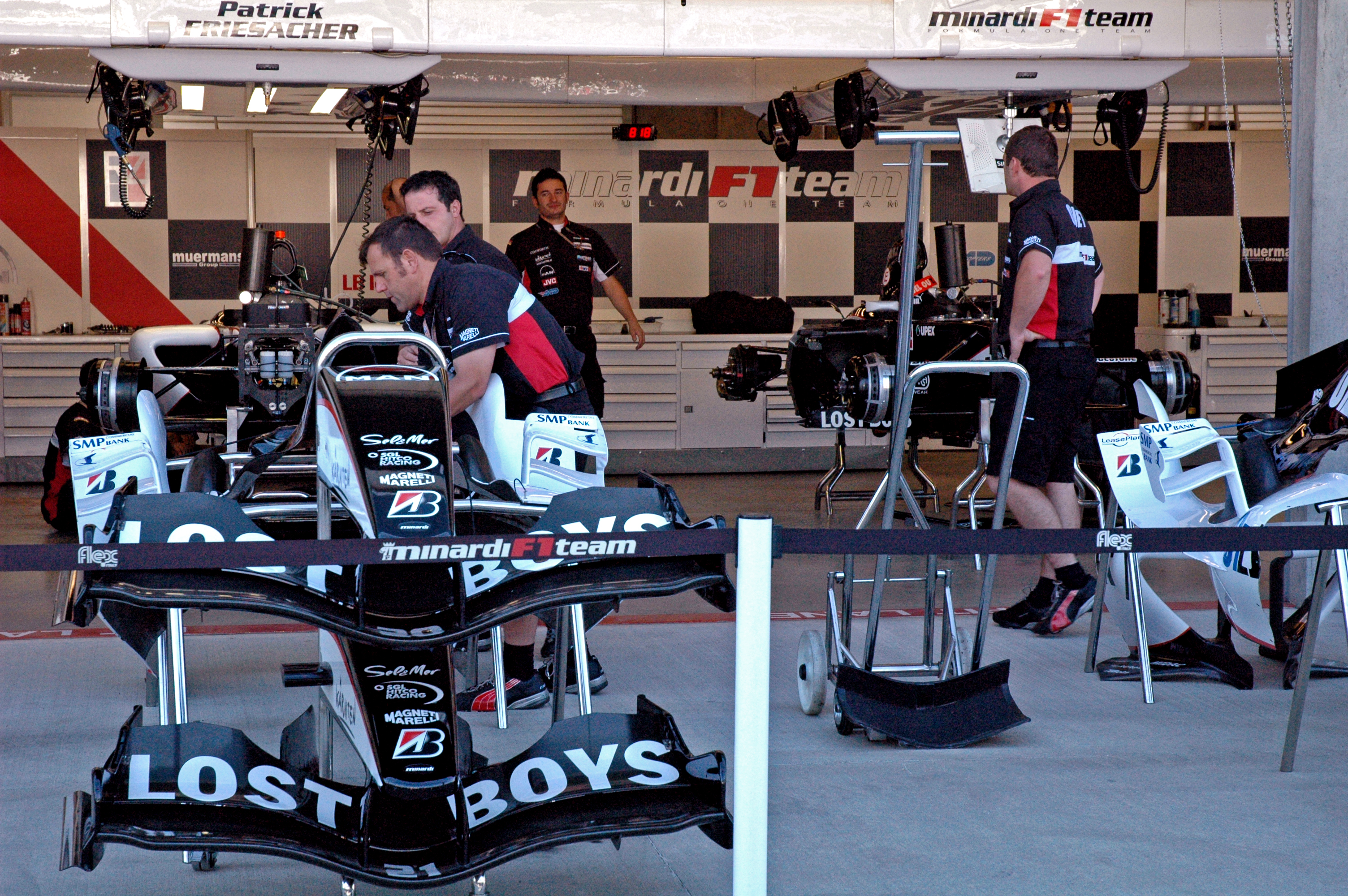
Box da equipe no GP dos EUA de 2005.

Para 2005, a Minardi dispensa Bruni e Baumgartner, contratando em seus lugares o neerlandês Christijan Albers e o austríaco Patrick Friesacher. No começo, nada muda, mas foi no polêmico GP dos Estados Unidos, realizado na parte mista de Indianápolis, disputado com apenas seis carros (após a Michelin descobrir problemas nos pneus), que a equipe conseguiu seu melhor desempenho: Albers chegou em 5º (melhor colocação do holandês na carreira) e Friesacher cruzou a linha de chegada em 6º - a melhor colocação de chegada do austríaco e a segunda e última vez na história da equipe que os dois carros pontuaram na prova. Depois do GP inglês, Friesacher, sem dinheiro para aumentar o caixa do time, é substituído pelo compatriota Robert Doornbos, que embora tivesse desempenho semelhante nas provas, termina o campeonato em branco. O Grande Prêmio da China, a 19ª e última prova do campeonato, foi também a última da equipe, que terminou a temporada em 10º lugar (última colocação), colocação que tem sido praticamente sua em 20 anos de atividade na categoria.
Em novembro de 2005, a Red Bull compra todo o patrimônio da equipe italiana, pondo fim a uma história de 20 anos, com 38 pontos, 345 corridas (320 largadas), uma largada na primeira fila (2ª posição), uma volta na liderança e 37 pilotos contratados.

## Retorno às pistas
Em 2007, Giancarlo Minardi, que recuperara os direitos sobre o nome da equipe no ano anterior, associa sua equipe com a Piquet Sports, formando a Minardi-Piquet Sports, que disputaria a temporada da GP2. No mesmo ano, entra na Champ Car com o nome Minardi Team USA, tendo desempenho razoável até 2008, quando Paul Stoddart recusa-se em mudar-se para a IndyCar Series, já em processo de unificação com a CC. Stoddart deixa o comando técnico da Minardi no mesmo ano, e a equipe, agora na Indy, muda seu nome para HVM Racing.

## Classificação completa da Minardi
| 2005 | Minardi F1 Team              | PS04B      | B | Cosworth            | Silkolene    | 20 | Patrick Friesacher   | Chanoch Nissany Enrico Toccacelo Roldán Rodríguez Katherine Legge        | 10º lugar 7 pontos |                  |
| 2005 | Minardi F1 Team              | PS04B      | B | Cosworth            | Silkolene    | 21 | Christijan Albers    | Chanoch Nissany Enrico Toccacelo Roldán Rodríguez Katherine Legge        | 10º lugar 7 pontos |                  |
| 2005 | Minardi F1 Team              | PS05       | B | Cosworth            | Silkolene    | 20 | Patrick Friesacher   | Chanoch Nissany Enrico Toccacelo Roldán Rodríguez Katherine Legge        | 10º lugar 7 pontos |                  |
| 2005 | Minardi F1 Team              | PS05       | B | Cosworth            | Silkolene    | 20 | Robert Doornbos      |                                                                          |                    |                  |
| 2005 | Minardi F1 Team              | PS05       | B | Cosworth            | Silkolene    | 21 | Christijan Albers    |                                                                          |                    |                  |
| 2004 | Minardi Cosworth             | PS04B      | B | Cosworth            | Elf          | 20 | Gianmaria Bruni      | Bas Leinders Tiago Monteiro                                              | 10º lugar 1 ponto  |                  |
| 2004 | Minardi Cosworth             | PS04B      | B | Cosworth            | Elf          | 21 | Zsolt Baumgartner    | Bas Leinders Tiago Monteiro                                              | 10º lugar 1 ponto  |                  |
| 2003 | Trust Minardi Cosworth       | PS03       | B | Cosworth            | Elf          | 18 | Justin Wilson        | Nicolas Kiesa Matteo Bobbi Gianmaria Bruni                               | 10º lugar 1 ponto  | NC (10º) 0 ponto |
| 2003 | Trust Minardi Cosworth       | PS03       | B | Cosworth            | Elf          | 18 | Nicolas Kiesa        | Nicolas Kiesa Matteo Bobbi Gianmaria Bruni                               |                    | NC (10º) 0 ponto |
| 2003 | Trust Minardi Cosworth       | PS03       | B | Cosworth            | Elf          | 19 | Jos Verstappen       | Nicolas Kiesa Matteo Bobbi Gianmaria Bruni                               |                    | NC (10º) 0 ponto |
| 2002 | KL Minardi Asiatech          | PS02       | M | Asiatech            | Elf          | 22 | Alex Yoong           | Tarso Marques Matteo Bobbi Sergey Zlobin Jirko Malchárek Giorgio Pantano | 9° lugar 2 pontos  |                  |
| 2002 | KL Minardi Asiatech          | PS02       | M | Asiatech            | Elf          | 22 | Anthony Davidson     | Tarso Marques Matteo Bobbi Sergey Zlobin Jirko Malchárek Giorgio Pantano | 9° lugar 2 pontos  |                  |
| 2002 | KL Minardi Asiatech          | PS02       | M | Asiatech            | Elf          | 23 | Mark Webber          | Tarso Marques Matteo Bobbi Sergey Zlobin Jirko Malchárek Giorgio Pantano | 9° lugar 2 pontos  |                  |
| 2001 | European Minardi F1          | PS01       | M | European            | Elf          | 20 | Tarso Marques        | Alex Yoong                                                               | NC (11º) 0 ponto   |                  |
| 2001 | European Minardi F1          | PS01       | M | European            | Elf          | 21 | Fernando Alonso      | Alex Yoong                                                               | NC (11º) 0 ponto   |                  |
| 2001 | European Minardi F1          | PS01B      | M | European            | Elf          | 20 | Tarso Marques        | Alex Yoong                                                               | NC (11º) 0 ponto   |                  |
| 2001 | European Minardi F1          | PS01B      | M | European            | Elf          | 20 | Alex Yoong           |                                                                          | NC (11º) 0 ponto   |                  |
| 2001 | European Minardi F1          | PS01B      | M | European            | Elf          | 21 | Fernando Alonso      |                                                                          | NC (11º) 0 ponto   |                  |
| 2000 | Telefónica Minardi Fondmetal | M02        | B | Fondmetal           | Elf          | 20 | Marc Gené            | Fernando Alonso                                                          | NC (10º) 0 ponto   |                  |
| 2000 | Telefónica Minardi Fondmetal | M02        | B | Fondmetal           | Elf          | 21 | Gaston Mazzacane     | Fernando Alonso                                                          | NC (10º) 0 ponto   |                  |
| 1999 | Fondmetal Minardi Team       | M01        | B | Ford                | Elf          | 20 | Luca Badoer          | Gastón Mazzacane                                                         | 10º lugar 1 ponto  |                  |
| 1999 | Fondmetal Minardi Team       | M01        | B | Ford                | Elf          | 20 | Stéphane Sarrazin    | Gastón Mazzacane                                                         | 10º lugar 1 ponto  |                  |
| 1999 | Fondmetal Minardi Team       | M01        | B | Ford                | Elf          | 21 | Marc Gené            | Gastón Mazzacane                                                         | 10º lugar 1 ponto  |                  |
| 1998 | Fondmetal Minardi Team       | M198       | B | Ford                | Elf          | 22 | Shinji Nakano        | Laurent Redon                                                            | NC (10º) 0 ponto   |                  |
| 1998 | Fondmetal Minardi Team       | M198       | B | Ford                | Elf          | 23 | Esteban Tuero        | Laurent Redon                                                            | NC (10º) 0 ponto   |                  |
| 1997 | Minardi Team                 | M197       | B | Hart                | Petrosciense | 20 | Ukyo Katayama        | Tarso Marques                                                            | NC (11º) 0 ponto   |                  |
| 1997 | Minardi Team                 | M197       | B | Hart                | Petrosciense | 21 | Jarno Trulli         | Tarso Marques                                                            | NC (11º) 0 ponto   |                  |
| 1997 | Minardi Team                 | M197       | B | Hart                | Petrosciense | 21 | Tarso Marques        | Tarso Marques                                                            | NC (11º) 0 ponto   |                  |
| 1996 | Minardi Team                 | M195B      | G | Ford                | Agip         | 20 | Pedro Lamy           |                                                                          | NC (10º) 0 ponto   |                  |
| 1996 | Minardi Team                 | M195B      | G | Ford                | Agip         | 21 | Giancarlo Fisichella |                                                                          | NC (10º) 0 ponto   |                  |
| 1996 | Minardi Team                 | M195B      | G | Ford                | Agip         | 21 | Tarso Marques        |                                                                          | NC (10º) 0 ponto   |                  |
| 1996 | Minardi Team                 | M195B      | G | Ford                | Agip         | 21 | Giovanni Lavaggi     |                                                                          | NC (10º) 0 ponto   |                  |
| 1995 | Minardi Scuderia Italia      | M195       | G | Ford                | Agip         | 23 | Pierluigi Martini    | Giancarlo Fisichella                                                     | 10º lugar 1 ponto  |                  |
| 1995 | Minardi Scuderia Italia      | M195       | G | Ford                | Agip         | 23 | Pedro Lamy           | Giancarlo Fisichella                                                     | 10º lugar 1 ponto  |                  |
| 1995 | Minardi Scuderia Italia      | M195       | G | Ford                | Agip         | 24 | Luca Badoer          | Giancarlo Fisichella                                                     | 10º lugar 1 ponto  |                  |
| 1994 | Minardi Scuderia Italia      | M193B M194 | G | Ford                | Agip         | 23 | Pierluigi Martini    | Luca Badoer                                                              | 10º lugar 5 pontos |                  |
| 1994 | Minardi Scuderia Italia      | M193B M194 | G | Ford                | Agip         | 24 | Michele Alboreto     | Luca Badoer                                                              | 10º lugar 5 pontos |                  |
| 1994 | Minardi Scuderia Italia      | M194       | G | Ford                | Agip         | 23 | Pierluigi Martini    | Luca Badoer                                                              | 10º lugar 5 pontos |                  |
| 1994 | Minardi Scuderia Italia      | M194       | G | Ford                | Agip         | 24 | Michele Alboreto     | Luca Badoer                                                              | 10º lugar 5 pontos |                  |
| 1993 | Minardi Team                 | M193       | G | Ford                | Agip         | 23 | Christian Fittipaldi |                                                                          | 8º lugar 7 pontos  |                  |
| 1993 | Minardi Team                 | M193       | G | Ford                | Agip         | 23 | Jean-Marc Gounon     |                                                                          | 8º lugar 7 pontos  |                  |
| 1993 | Minardi Team                 | M193       | G | Ford                | Agip         | 24 | Fabrizio Barbazza    |                                                                          | 8º lugar 7 pontos  |                  |
| 1993 | Minardi Team                 | M193       | G | Ford                | Agip         | 24 | Pierluigi Martini    |                                                                          | 8º lugar 7 pontos  |                  |
| 1992 | Minardi Team                 | M191B      | G | Lamborghini         | Agip         | 23 | Christian Fittipaldi |                                                                          | 12º lugar 1 ponto  |                  |
| 1992 | Minardi Team                 | M191B      | G | Lamborghini         | Agip         | 24 | Gianni Morbidelli    |                                                                          | 12º lugar 1 ponto  |                  |
| 1992 | Minardi Team                 | M192       | G | Lamborghini         | Agip         | 23 | Christian Fittipaldi |                                                                          | 12º lugar 1 ponto  |                  |
| 1992 | Minardi Team                 | M192       | G | Lamborghini         | Agip         | 23 | Alessandro Zanardi   |                                                                          | 12º lugar 1 ponto  |                  |
| 1992 | Minardi Team                 | M192       | G | Lamborghini         | Agip         | 24 | Gianni Morbidelli    |                                                                          | 12º lugar 1 ponto  |                  |
| 1991 | Minardi Team                 | M191       | G | Ferrari             | Agip         | 23 | Pierluigi Martini    |                                                                          | 7º lugar 6 pontos  |                  |
| 1991 | Minardi Team                 | M191       | G | Ferrari             | Agip         | 24 | Gianni Morbidelli    |                                                                          | 7º lugar 6 pontos  |                  |
| 1991 | Minardi Team                 | M191       | G | Ferrari             | Agip         | 24 | Roberto Moreno       |                                                                          | 7º lugar 6 pontos  |                  |
| 1990 | SCM Minardi Team             | M189 M190  | P | Ford                | Agip         | 23 | Pierluigi Martini    |                                                                          | NC (12º) 0 ponto   |                  |
| 1990 | SCM Minardi Team             | M189 M190  | P | Ford                | Agip         | 24 | Paolo Barilla        |                                                                          | NC (12º) 0 ponto   |                  |
| 1990 | SCM Minardi Team             | M190       | P | Ford                | Agip         | 23 | Pierluigi Martini    |                                                                          | NC (12º) 0 ponto   |                  |
| 1990 | SCM Minardi Team             | M190       | P | Ford                | Agip         | 24 | Paolo Barilla        |                                                                          | NC (12º) 0 ponto   |                  |
| 1990 | SCM Minardi Team             | M190       | P | Ford                | Agip         | 24 | Gianni Morbidelli    |                                                                          | NC (12º) 0 ponto   |                  |
| 1989 | Minardi Team SpA             | M188B M189 | P | Ford                | Agip         | 23 | Pierluigi Martini    | Paolo Barilla                                                            | 10° lugar 6 pontos |                  |
| 1989 | Minardi Team SpA             | M188B M189 | P | Ford                | Agip         | 24 | Luis Perez-Sala      | Paolo Barilla                                                            | 10° lugar 6 pontos |                  |
| 1989 | Minardi Team SpA             | M189       | P | Ford                | Agip         | 23 | Pierluigi Martini    | Paolo Barilla                                                            | 10° lugar 6 pontos |                  |
| 1989 | Minardi Team SpA             | M189       | P | Ford                | Agip         | 23 | Paolo Barilla        | Paolo Barilla                                                            | 10° lugar 6 pontos |                  |
| 1989 | Minardi Team SpA             | M189       | P | Ford                | Agip         | 24 | Luis Perez-Sala      | Paolo Barilla                                                            | 10° lugar 6 pontos |                  |
| 1988 | Lois Minardi Team SpA        | M188       | G | Ford                | Agip         | 23 | Adrian Campos        | Pierluigi Martini                                                        | 10° lugar 1 ponto  |                  |
| 1988 | Lois Minardi Team SpA        | M188       | G | Ford                | Agip         | 23 | Pierluigi Martini    | Pierluigi Martini                                                        | 10° lugar 1 ponto  |                  |
| 1988 | Lois Minardi Team SpA        | M188       | G | Ford                | Agip         | 24 | Luis Perez-Sala      | Pierluigi Martini                                                        | 10° lugar 1 ponto  |                  |
| 1987 | Minardi Team SpA             | M187       | G | Motori Moderni      | Agip         | 23 | Adrian Campos        | Franco Scapini                                                           | NC (14º) 0 ponto   |                  |
| 1987 | Minardi Team SpA             | M187       | G | Motori Moderni      | Agip         | 24 | Alessandro Nannini   | Franco Scapini                                                           | NC (14º) 0 ponto   |                  |
| 1986 | Minardi Team SpA             | M18B M186  | P | Motori Moderni      | Agip         | 23 | Andrea de Cesaris    |                                                                          | NC (12º) 0 ponto   |                  |
| 1986 | Minardi Team SpA             | M18B M186  | P | Motori Moderni      | Agip         | 24 | Alessandro Nannini   |                                                                          | NC (12º) 0 ponto   |                  |
| 1986 | Minardi Team SpA             | M186       | P | Motori Moderni      | Agip         | 23 | Andrea de Cesaris    |                                                                          | NC (12º) 0 ponto   |                  |
| 1985 | Minardi Team SpA             | M185       | P | Ford Motori Moderni | Agip         | 29 | Pierluigi Martini    | Michele Alboreto                                                         | NC (12º) 0 ponto   |                  |

## Todos os Resultados da Minardi na Fórmula 1
(legenda)
|      |       |                                |   |    |                      |     |     |     |     |     |     |     |     |     |     |     |     |     |     |     |     |     |     |     |   |          |
|      |       |                                |   |    |                      | AUS | MAL | BHR | SMR | ESP | MON | EUR | CAN | EUA | FRA | GBR | GER | HUN | TUR | ITA | BEL | BRA | JAP | CHN |   |          |
| 2005 | PS04B | Cosworth CRL-3 V10             | B | 20 | Patrick Friesacher   | 17  | Ret | 12  |     |     |     |     |     |     |     |     |     |     |     |     |     |     |     |     | 7 | 10º      |
| 2005 | PS04B | Cosworth CRL-3 V10             | B | 21 | Christijan Albers    | Ret | 13  | 13  |     |     |     |     |     |     |     |     |     |     |     |     |     |     |     |     | 7 | 10º      |
| 2005 | PS05  | Cosworth TJ2005 V10            | B | 20 | Patrick Friesacher   |     |     |     | Ret | Ret | Ret | 18  | Ret | 6   | Ret | 19  |     |     |     |     |     |     |     |     | 7 | 10º      |
| 2005 | PS05  | Cosworth TJ2005 V10            | B | 20 | Robert Doornbos      |     |     |     |     |     |     |     |     |     |     |     | 18  | Ret | 13  | 18  | 13  | Ret | 14  | 14† | 7 | 10º      |
| 2005 | PS05  | Cosworth TJ2005 V10            | B | 21 | Christijan Albers    |     |     |     | Ret | Ret | 14  | 17  | 11  | 5   | Ret | 18  | 13  | NC  | Ret | 19  | 12  | 14  | 16  | 16† | 7 | 10º      |
|      |       |                                |   |    |                      |     |     |     |     |     |     |     |     |     |     |     |     |     |     |     |     |     |     |     |   |          |
|      |       |                                |   |    |                      | AUS | MAL | BHR | SMR | ESP | MON | EUR | CAN | EUA | FRA | GBR | GER | HUN | BEL | ITA | CHN | JAP | BRA |     |   |          |
| 2004 | PS04B | Cosworth CR-3L V10             | B | 20 | Gianmaria Bruni      | Ret | 14  | 17  | Ret | Ret | Ret | 14  | Ret | Ret | 18† | 16  | 17  | 14  | Ret | Ret | Ret | 16  | 17  |     | 1 | 10º      |
| 2004 | PS04B | Cosworth CR-3L V10             | B | 21 | Zsolt Baumgartner    | Ret | 16  | Ret | 15  | Ret | 9   | 15  | 10  | 8   | Ret | Ret | 16  | 15  | Ret | 15  | 16  | Ret | 16  |     | 1 | 10º      |
|      |       |                                |   |    |                      |     |     |     |     |     |     |     |     |     |     |     |     |     |     |     |     |     |     |     |   |          |
|      |       |                                |   |    |                      | AUS | MAL | BRA | SMR | ESP | AUT | MON | CAN | EUR | FRA | GBR | GER | HUN | ITA | EUA | JAP |     |     |     |   |          |
| 2003 | PS03  | Cosworth CR-3 V10              | B | 18 | Justin Wilson        | Ret | Ret | Ret | Ret | 11  | 13  | Ret | Ret | 13  | 14  | 16  |     |     |     |     |     |     |     |     | 0 | NC (10º) |
| 2003 | PS03  | Cosworth CR-3 V10              | B | 18 | Nicolas Kiesa        |     |     |     |     |     |     |     |     |     |     |     | 12  | 13  | 12  | 11  | 16  |     |     |     | 0 | NC (10º) |
| 2003 | PS03  | Cosworth CR-3 V10              | B | 19 | Jos Verstappen       | 11  | 13  | Ret | Ret | 12  | Ret | Ret | 9   | 14  | 16  | 15  | Ret | 12  | Ret | 10  | 15  |     |     |     | 0 | NC (10º) |
|      |       |                                |   |    |                      |     |     |     |     |     |     |     |     |     |     |     |     |     |     |     |     |     |     |     |   |          |
|      |       |                                |   |    |                      | AUS | MAL | BRA | SMR | ESP | AUT | MON | CAN | EUR | GBR | FRA | GER | HUN | BEL | ITA | USA | JAP |     |     |   |          |
| 2002 | PS02  | Asiatech AT02 V10              | M | 22 | Alex Yoong           | 7   | Ret | 13  | DNQ | DNS | Ret | Ret | 14  | Ret | DNQ | 10  | DNQ |     |     | 13  | Ret | Ret |     |     | 2 | 9º       |
| 2002 | PS02  | Asiatech AT02 V10              | M | 22 | Anthony Davidson     |     |     |     |     |     |     |     |     |     |     |     |     | Ret | Ret |     |     |     |     |     | 2 | 9º       |
| 2002 | PS02  | Asiatech AT02 V10              | M | 23 | Mark Webber          | 5   | Ret | 11  | 11  | DNS | 12  | 11  | 11  | 15  | Ret | 8   | Ret | 16  | Ret | Ret | Ret | 10  |     |     | 2 | 9º       |
|      |       |                                |   |    |                      |     |     |     |     |     |     |     |     |     |     |     |     |     |     |     |     |     |     |     |   |          |
|      |       |                                |   |    |                      | AUS | MAL | BRA | SMR | ESP | AUT | MON | CAN | EUR | FRA | GBR | GER | HUN | BEL | ITA | USA | JAP |     |     |   |          |
| 2001 | PS01  | European V10                   | M | 20 | Tarso Marques        | Ret | 14  | 9   | Ret | 16  | Ret | Ret | 9   | Ret | 15  | DNQ | Ret |     |     |     |     |     |     |     | 0 | NC (11º) |
| 2001 | PS01  | European V10                   | M | 21 | Fernando Alonso      | 12  | 13  | Ret | Ret | 13  | Ret | Ret | Ret | 14  | 17† | 16  | 10  | Ret |     | 13  |     |     |     |     | 0 | NC (11º) |
| 2001 | PS01B | European V10                   | M | 20 | Tarso Marques        |     |     |     |     |     |     |     |     |     |     |     |     | Ret | 13  |     |     |     |     |     | 0 | NC (11º) |
| 2001 | PS01B | European V10                   | M | 20 | Alex Yoong           |     |     |     |     |     |     |     |     |     |     |     |     |     |     | Ret | Ret | 16  |     |     | 0 | NC (11º) |
| 2001 | PS01B | European V10                   | M | 21 | Fernando Alonso      |     |     |     |     |     |     |     |     |     |     |     |     |     | Ret |     | Ret | 11  |     |     | 0 | NC (11º) |
|      |       |                                |   |    |                      |     |     |     |     |     |     |     |     |     |     |     |     |     |     |     |     |     |     |     |   |          |
|      |       |                                |   |    |                      | AUS | BRA | SMR | GBR | ESP | EUR | MON | CAN | FRA | AUT | GER | HUN | BEL | ITA | USA | JAP | MAL |     |     |   |          |
| 2000 | M02   | Fondmetal RV10 V10             | B | 20 | Marc Gené            | 8   | Ret | Ret | 14  | 14  | Ret | Ret | 16† | 15  | 8   | Ret | 15  | 14  | 9   | 12  | Ret | Ret |     |     | 0 | NC (10º) |
| 2000 | M02   | Fondmetal RV10 V10             | B | 21 | Gastón Mazzacane     | Ret | 10  | 13  | 15  | 15  | 8   | Ret | 12  | Ret | 12  | 11  | Ret | 17  | 10  | Ret | 15  | 13† |     |     | 0 | NC (10º) |
|      |       |                                |   |    |                      |     |     |     |     |     |     |     |     |     |     |     |     |     |     |     |     |     |     |     |   |          |
|      |       |                                |   |    |                      | AUS | BRA | SMR | MON | ESP | CAN | FRA | GBR | AUT | GER | HUN | BEL | ITA | EUR | MAL | JAP |     |     |     |   |          |
| 1999 | M01   | Ford VJ Zetec-R V10            | B | 20 | Luca Badoer          | Ret | INJ | 8   | Ret | Ret | 10  | 10  | Ret | 13  | 10  | 14  | Ret | Ret | Ret | Ret | Ret |     |     |     | 1 | 10º      |
| 1999 | M01   | Ford VJ Zetec-R V10            | B | 20 | Stéphane Sarrazin    |     | Ret |     |     |     |     |     |     |     |     |     |     |     |     |     |     |     |     |     | 1 | 10º      |
| 1999 | M01   | Ford VJ Zetec-R V10            | B | 21 | Marc Gené            | Ret | 9   | 9   | Ret | Ret | 8   | Ret | 15  | 11  | 9   | 17  | 16  | Ret | 6   | 9   | Ret |     |     |     | 1 | 10º      |
|      |       |                                |   |    |                      |     |     |     |     |     |     |     |     |     |     |     |     |     |     |     |     |     |     |     |   |          |
|      |       |                                |   |    |                      | AUS | BRA | ARG | SMR | ESP | MON | CAN | FRA | GBR | AUT | GER | HUN | BEL | ITA | LUX | JAP |     |     |     |   |          |
| 1998 | M198  | Ford JD Zetec-R V10            | B | 22 | Shinji Nakano        | Ret | Ret | 13  | Ret | 14  | 9   | 7   | 17† | 8   | 11  | Ret | 15  | 8   | Ret | 15  | Ret |     |     |     | 0 | NC (10º) |
| 1998 | M198  | Ford JD Zetec-R V10            | B | 23 | Esteban Tuero        | Ret | Ret | Ret | 8   | 15  | Ret | Ret | Ret | Ret | Ret | 16  | Ret | Ret | 11  | Ret | Ret |     |     |     | 0 | NC (10º) |
|      |       |                                |   |    |                      |     |     |     |     |     |     |     |     |     |     |     |     |     |     |     |     |     |     |     |   |          |
|      |       |                                |   |    |                      | AUS | BRA | ARG | SMR | MON | ESP | CAN | FRA | GBR | GER | HUN | BEL | ITA | AUT | LUX | JAP | EUR |     |     |   |          |
| 1997 | M197  | Hart 830 AV7 V8                | G | 20 | Ukyo Katayama        | Ret | 18  | Ret | 11  | 10  | Ret | Ret | 11  | Ret | Ret | 10  | 14† | Ret | 11  | Ret | Ret | 17  |     |     | 0 | NC (11º) |
| 1997 | M197  | Hart 830 AV7 V8                | G | 21 | Jarno Trulli         | 9   | 12  | 9   | DNS | Ret | 15  | Ret |     |     |     |     |     |     |     |     |     |     |     |     | 0 | NC (11º) |
| 1997 | M197  | Hart 830 AV7 V8                | G | 21 | Tarso Marques        |     |     |     |     |     |     |     | Ret | 10  | Ret | 12  | Ret | 14  | EX  | Ret | Ret | 15  |     |     | 0 | NC (11º) |
|      |       |                                |   |    |                      |     |     |     |     |     |     |     |     |     |     |     |     |     |     |     |     |     |     |     |   |          |
|      |       |                                |   |    |                      | AUS | BRA | ARG | EUR | SMR | MON | ESP | FRA | FRA | GBR | GER | HUN | BEL | ITA | POR | JAP |     |     |     |   |          |
| 1996 | M195B | Ford EDM2 V8                   | G | 20 | Pedro Lamy           | Ret | 10  | Ret | 12  | 9   | Ret | Ret | Ret | 12  | Ret | 12  | Ret | 10  | Ret | 16  | 12  |     |     |     | 0 | NC (10º) |
| 1996 | M195B | Ford EDM2 V8                   | G | 21 | Giancarlo Fisichella | Ret |     |     | 13  | Ret | Ret | Ret | 8   | Ret | 11  |     |     |     |     |     |     |     |     |     | 0 | NC (10º) |
| 1996 | M195B | Ford EDM2 V8                   | G | 21 | Tarso Marques        |     | Ret | Ret |     |     |     |     |     |     |     |     |     |     |     |     |     |     |     |     | 0 | NC (10º) |
| 1996 | M195B | Ford EDM2 V8                   | G | 21 | Giovanni Lavaggi     |     |     |     |     |     |     |     |     |     |     | NQ  | 10† | NQ  | Ret | 15  | NQ  |     |     |     | 0 | NC (10º) |
|      |       |                                |   |    |                      |     |     |     |     |     |     |     |     |     |     |     |     |     |     |     |     |     |     |     |   |          |
|      |       |                                |   |    |                      | BRA | ARG | SMR | ESP | MON | CAN | FRA | GBR | GER | HUN | BEL | ITA | POR | EUR | PAC | JAP | AUS |     |     |   |          |
| 1995 | M195  | Ford EDM V8                    | G | 23 | Pierluigi Martini    | Ret | Ret | 12  | 14  | 7   | Ret | Ret | 7   | Ret |     |     |     |     |     |     |     |     |     |     | 1 | 10º      |
| 1995 | M195  | Ford EDM V8                    | G | 23 | Pedro Lamy           |     |     |     |     |     |     |     |     |     | 9   | 10  | Ret | Ret | 9   | 13  | 11  | 6   |     |     | 1 | 10º      |
| 1995 | M195  | Ford EDM V8                    | G | 24 | Luca Badoer          | Ret | DNS | 14  | Ret | Ret | 8   | 13  | 10  | Ret | 8   | Ret | Ret | 14  | 11  | 15  | 9   | Ret |     |     | 1 | 10º      |
|      |       |                                |   |    |                      |     |     |     |     |     |     |     |     |     |     |     |     |     |     |     |     |     |     |     |   |          |
|      |       |                                |   |    |                      | BRA | PAC | SMR | MON | ESP | FRA | FRA | GBR | GER | HUN | BEL | ITA | POR | EUR | JAP | AUS |     |     |     |   |          |
| 1994 | M193B | Ford HBC7/8 V8                 | G | 23 | Pierluigi Martini    | 8   | Ret | Ret | Ret | 5   |     |     |     |     |     |     |     |     |     |     |     |     |     |     | 5 | 10º      |
| 1994 | M193B | Ford HBC7/8 V8                 | G | 24 | Michele Alboreto     | Ret | Ret | Ret | 6   | Ret |     |     |     |     |     |     |     |     |     |     |     |     |     |     | 5 | 10º      |
| 1994 | M194  | Ford HBC7/8 V8                 | G | 23 | Pierluigi Martini    |     |     |     |     |     | 9   | 5   | 10  | Ret | Ret | 8   | Ret | 12  | 15  | Ret | 9   |     |     |     | 5 | 10º      |
| 1994 | M194  | Ford HBC7/8 V8                 | G | 24 | Michele Alboreto     |     |     |     |     |     | 11  | Ret | Ret | Ret | 7   | 9   | Ret | 13  | 14  | Ret | Ret |     |     |     | 5 | 10º      |
|      |       |                                |   |    |                      |     |     |     |     |     |     |     |     |     |     |     |     |     |     |     |     |     |     |     |   |          |
|      |       |                                |   |    |                      | RSA | BRA | EUR | SMR | ESP | MON | CAN | FRA | GBR | GER | HUN | BEL | ITA | POR | JAP | AUS |     |     |     |   |          |
| 1993 | M193  | Ford HBC6 V8                   | G | 23 | Christian Fittipaldi | 4   | Ret | 7   | Ret | 8   | 5   | 9   | 8   | 12† | 11  | Ret | Ret | 8   | 9   |     |     |     |     |     | 7 | 8º       |
| 1993 | M193  | Ford HBC6 V8                   | G | 23 | Jean-Marc Gounon     |     |     |     |     |     |     |     |     |     |     |     |     |     |     | Ret | Ret |     |     |     | 7 | 8º       |
| 1993 | M193  | Ford HBC6 V8                   | G | 24 | Fabrizio Barbazza    | Ret | Ret | 6   | 6   | Ret | 11  | Ret | Ret |     |     |     |     |     |     |     |     |     |     |     | 7 | 8º       |
| 1993 | M193  | Ford HBC6 V8                   | G | 24 | Pierluigi Martini    |     |     |     |     |     |     |     |     | Ret | 14  | Ret | Ret | 7   | 8   | 10  | Ret |     |     |     | 7 | 8º       |
|      |       |                                |   |    |                      |     |     |     |     |     |     |     |     |     |     |     |     |     |     |     |     |     |     |     |   |          |
|      |       |                                |   |    |                      | RSA | MEX | BRA | ESP | SMR | MON | CAN | FRA | GBR | GER | HUN | BEL | ITA | POR | JAP | AUS |     |     |     |   |          |
| 1992 | M191B | Lamborghini 3512 V12           | G | 23 | Christian Fittipaldi | Ret | Ret | Ret | 11  |     |     |     |     |     |     |     |     |     |     |     |     |     |     |     | 1 | 12º      |
| 1992 | M191B | Lamborghini 3512 V12           | G | 24 | Gianni Morbidelli    | Ret | Ret | 7   | Ret |     |     |     |     |     |     |     |     |     |     |     |     |     |     |     | 1 | 12º      |
| 1992 | M192  | Lamborghini 3512 V12           | G | 23 | Christian Fittipaldi |     |     |     |     | Ret | 8   | 13  | NQ  |     |     |     | NQ  | NQ  | 12  | 6   | 9   |     |     |     | 1 | 12º      |
| 1992 | M192  | Lamborghini 3512 V12           | G | 23 | Alessandro Zanardi   |     |     |     |     |     |     |     |     | NQ  | Ret | NQ  |     |     |     |     |     |     |     |     | 1 | 12º      |
| 1992 | M192  | Lamborghini 3512 V12           | G | 24 | Gianni Morbidelli    |     |     |     |     | Ret | Ret | 11  | 8   | 17† | 12  | NQ  | 16  | Ret | 14  | 14  | 10  |     |     |     | 1 | 12º      |
|      |       |                                |   |    |                      |     |     |     |     |     |     |     |     |     |     |     |     |     |     |     |     |     |     |     |   |          |
|      |       |                                |   |    |                      | USA | BRA | SMR | MON | CAN | MEX | FRA | GBR | GER | HUN | BEL | ITA | POR | ESP | JAP | AUS |     |     |     |   |          |
| 1991 | M191  | Ferrari 037 V12                | G | 23 | Pierluigi Martini    | 9   | Ret | 4   | 12  | 7   | Ret | 9   | 9   | Ret | Ret | 12† | Ret | 4   | 13  | Ret | Ret |     |     |     | 6 | 7º       |
| 1991 | M191  | Ferrari 037 V12                | G | 24 | Gianni Morbidelli    | Ret | 8   | Ret | Ret | Ret | 7   | Ret | 11  | Ret | 13  | Ret | 9   | 9   | 14† | Ret |     |     |     |     | 6 | 7º       |
| 1991 | M191  | Ferrari 037 V12                | G | 24 | Roberto Moreno       |     |     |     |     |     |     |     |     |     |     |     |     |     |     |     | 16  |     |     |     | 6 | 7º       |
|      |       |                                |   |    |                      |     |     |     |     |     |     |     |     |     |     |     |     |     |     |     |     |     |     |     |   |          |
|      |       |                                |   |    |                      | EUA | BRA | SMR | MON | CAN | MEX | FRA | GBR | GER | HUN | BEL | ITA | POR | ESP | JAP | AUS |     |     |     |   |          |
| 1990 | M189B | Ford Cosworth DFZ V8           | P | 23 | Pierluigi Martini    | 7   | 9   |     |     |     |     |     |     |     |     |     |     |     |     |     |     |     |     |     | 0 | NC (12º) |
| 1990 | M189B | Ford Cosworth DFZ V8           | P | 24 | Paolo Barilla        | Ret | Ret |     |     |     |     |     |     |     |     |     |     |     |     |     |     |     |     |     | 0 | NC (12º) |
| 1990 | M190  | Ford Cosworth DFZ V8           | P | 23 | Pierluigi Martini    |     |     | DNS | Ret | Ret | 12  | Ret | Ret | Ret | Ret | 15  | Ret | 11  | Ret | 8   | 9   |     |     |     | 0 | NC (12º) |
| 1990 | M190  | Ford Cosworth DFZ V8           | P | 24 | Paolo Barilla        |     |     | 11  | Ret | NQ  | 14  | NQ  | 12  | Ret | 15  | Ret | NQ  | NQ  | NQ  |     |     |     |     |     | 0 | NC (12º) |
| 1990 | M190  | Ford Cosworth DFZ V8           | P | 24 | Gianni Morbidelli    |     |     |     |     |     |     |     |     |     |     |     |     |     |     | Ret | Ret |     |     |     | 0 | NC (12º) |
|      |       |                                |   |    |                      |     |     |     |     |     |     |     |     |     |     |     |     |     |     |     |     |     |     |     |   |          |
|      |       |                                |   |    |                      | BRA | SMR | MON | MEX | CAN | EUA | FRA | GBR | GER | HUN | BEL | ITA | POR | ESP | JAP | AUS |     |     |     |   |          |
| 1989 | M188B | Ford Cosworth DFZ V8           | P | 23 | Pierluigi Martini    | Ret | Ret | Ret |     |     |     |     |     |     |     |     |     |     |     |     |     |     |     |     | 6 | 10º      |
| 1989 | M188B | Ford Cosworth DFZ V8           | P | 24 | Luis Perez-Sala      | Ret | Ret | Ret |     |     |     |     |     |     |     |     |     |     |     |     |     |     |     |     | 6 | 10º      |
| 1989 | M189  | Ford Cosworth DFZ V8           | P | 23 | Pierluigi Martini    |     |     |     | Ret | Ret | Ret | Ret | 5   | 9   | Ret | 9   | 7   | 5   | Ret |     | 6   |     |     |     | 6 | 10º      |
| 1989 | M189  | Ford Cosworth DFZ V8           | P | 23 | Paolo Barilla        |     |     |     |     |     |     |     |     |     |     |     |     |     |     | Ret |     |     |     |     | 6 | 10º      |
| 1989 | M189  | Ford Cosworth DFZ V8           | P | 24 | Luis Perez-Sala      |     |     |     | NQ  | Ret | Ret | NQ  | 6   | NQ  | Ret | 15  | 8   | 12  | Ret | Ret | NQ  |     |     |     | 6 | 10º      |
|      |       |                                |   |    |                      |     |     |     |     |     |     |     |     |     |     |     |     |     |     |     |     |     |     |     |   |          |
|      |       |                                |   |    |                      | BRA | SMR | MON | MEX | CAN | USE | FRA | GBR | GER | HUN | BEL | ITA | POR | ESP | JAP | AUS |     |     |     |   |          |
| 1988 | M188  | Ford Cosworth DFZ V8           | G | 23 | Adrián Campos        | Ret | 16  | NQ  | NQ  | NQ  |     |     |     |     |     |     |     |     |     |     |     |     |     |     | 1 | 10º      |
| 1988 | M188  | Ford Cosworth DFZ V8           | G | 23 | Pierluigi Martini    |     |     |     |     |     | 6   | 15  | 15  | NQ  | Ret | NQ  | Ret | Ret | Ret | 13  | 7   |     |     |     | 1 | 10º      |
| 1988 | M188  | Ford Cosworth DFZ V8           | G | 24 | Luis Perez-Sala      | Ret | 11  | Ret | 11  | 13  | Ret | NC  | Ret | NQ  | 10  | NQ  | Ret | 8   | 12  | 15  | Ret |     |     |     | 1 | 10º      |
|      |       |                                |   |    |                      |     |     |     |     |     |     |     |     |     |     |     |     |     |     |     |     |     |     |     |   |          |
|      |       |                                |   |    |                      | BRA | SMR | BEL | MON | USE | FRA | GBR | GER | HUN | AUT | ITA | POR | ESP | MEX | JAP | AUS |     |     |     |   |          |
| 1987 | M187  | Motori Moderni 615-90 V6 Turbo | G | 23 | Adrián Campos        | DSQ | Ret | Ret | DNS | Ret | Ret | Ret | Ret | Ret | Ret | Ret | Ret | 14  | Ret | Ret | Ret |     |     |     | 0 | NC (14º) |
| 1987 | M187  | Motori Moderni 615-90 V6 Turbo | G | 24 | Alessandro Nannini   | Ret | Ret | Ret | Ret | Ret | Ret | Ret | Ret | 11  | Ret | 16  | 11† | Ret | Ret | Ret | Ret |     |     |     | 0 | NC (14º) |
|      |       |                                |   |    |                      |     |     |     |     |     |     |     |     |     |     |     |     |     |     |     |     |     |     |     |   |          |
|      |       |                                |   |    |                      | BRA | ESP | SMR | MON | BEL | CAN | USE | FRA | GBR | GER | HUN | AUT | ITA | POR | MEX | AUS |     |     |     |   |          |
| 1986 | M185B | Motori Moderni 615-90 V6 Turbo | P | 23 | Andrea de Cesaris    | Ret | Ret | Ret | NQ  | Ret | Ret | Ret | Ret | Ret | Ret |     |     |     |     |     |     |     |     |     | 0 | NC (12º) |
| 1986 | M185B | Motori Moderni 615-90 V6 Turbo | P | 24 | Alessandro Nannini   | Ret | Ret | Ret | NQ  | Ret | Ret | Ret | Ret | Ret | Ret | Ret | Ret | Ret | NC  | 14  | Ret |     |     |     | 0 | NC (12º) |
| 1986 | M186  | Motori Moderni 615-90 V6 Turbo | P | 23 | Andrea de Cesaris    |     |     |     |     |     |     |     |     |     |     | Ret | Ret | Ret | Ret | 8   | Ret |     |     |     | 0 | NC (12º) |
| 1986 | M186  | Motori Moderni 615-90 V6 Turbo | P | 24 | Alessandro Nannini   |     |     |     |     |     |     |     |     |     |     |     | Ret |     |     |     |     |     |     |     | 0 | NC (12º) |
|      |       |                                |   |    |                      |     |     |     |     |     |     |     |     |     |     |     |     |     |     |     |     |     |     |     |   |          |
|      |       |                                |   |    |                      | BRA | POR | SMR | MON | CAN | USE | FRA | GBR | GER | AUT | NED | ITA | BEL | EUR | RSA | AUS |     |     |     |   |          |
| 1985 | M185  | Ford Cosworth DFV V8           | P | 29 | Pierluigi Martini    | Ret | Ret |     |     |     |     |     |     |     |     |     |     |     |     |     |     |     |     |     | 0 | NC (11º) |
| 1985 | M185  | Motori Moderni 615-90 V6 Turbo | P | 29 | Pierluigi Martini    |     |     | Ret | NQ  | Ret | Ret | Ret | Ret | 11† | Ret | Ret | Ret | 12  | Ret | Ret | 8   |     |     |     | 0 | NC (11º) |

† Completou mais de 90% da distância da corrida.

## Principais pilotos
- Pierluigi Martini - É o piloto responsável pela melhor fase da equipe: foi o piloto que mais atuou no time de Faença com 103 participações em provas, o primeiro piloto na história da equipe que pontuou, liderou uma volta ocasionalmente e largou na primeira fila (2ª posição) de um grid de largada. Deixou o time e a Fórmula 1 na metade do campeonato de 1995.
- Alessandro Nannini - Estreou a carreira na Fórmula 1 pela Minardi em 1986, ficando até a temporada de 1987, contratado pela Benetton.
- Andrea de Cesaris - Mais um piloto italiano que guiou o carro da escuderia de Giancarlo Minardi. Participou apenas do campeonato de 1986, sem nenhum ponto somado.
- Christian Fittipaldi - O piloto brasileiro (campeão da Fórmula 3000 Internacional em 1991) estreou na categoria em 1992 e correu até 1993 pelo time. Ele chegou a classificar o modelo M193 (do campeonato de 1993) como uma "Máquina Mortífera", tendo inclusive dado um looping em Monza ao tentar ultrapassar Pierluigi Martini na linha de chegada.
- Michele Alboreto - Também italiano, teve passagens por: Tyrrell, Ferrari, Larrousse, Footwork e Scuderia Italia. Pela Minardi somou um ponto em Mônaco na sua última temporada na Fórmula 1, em 1994.
- Giancarlo Fisichella - Estreou na Fórmula 1 pela Minardi em 1996 correndo por oito provas.
- Jarno Trulli - Outro que estreou na Fórmula 1 pela equipe italiana. Fez a temporada de 1997 pelo time de Faença até o GP do Canadá, quando foi para a Prost Grand Prix entrando no lugar do acidentado Olivier Panis a partir do GP da França.
- Fernando Alonso - O bicampeão espanhol da Fórmula 1 foi mais um que deu seus primeiros passos na categoria pela Minardi. Esteve lá em 2000 como piloto de testes e 2001 como titular.
- Mark Webber - Na temporada de 2002, o australiano também fez a estreia na categoria pelos carros italianos, e logo na abertura, o Grande Prêmio da Austrália, ele terminou em 5º lugar e marcou 2 pontos.
- Jos Verstappen - O neerlandês encerrou a carreira como piloto de Fórmula 1 pelo time de Faença em 2003.
- Pedro Lamy - O português conduziu para a Minardi na temporada de 1995. Lamy salvou a honra da equipe na Austrália, com o único ponto (6º lugar) e o 10º e último lugar na classificação geral.